# 同人小說

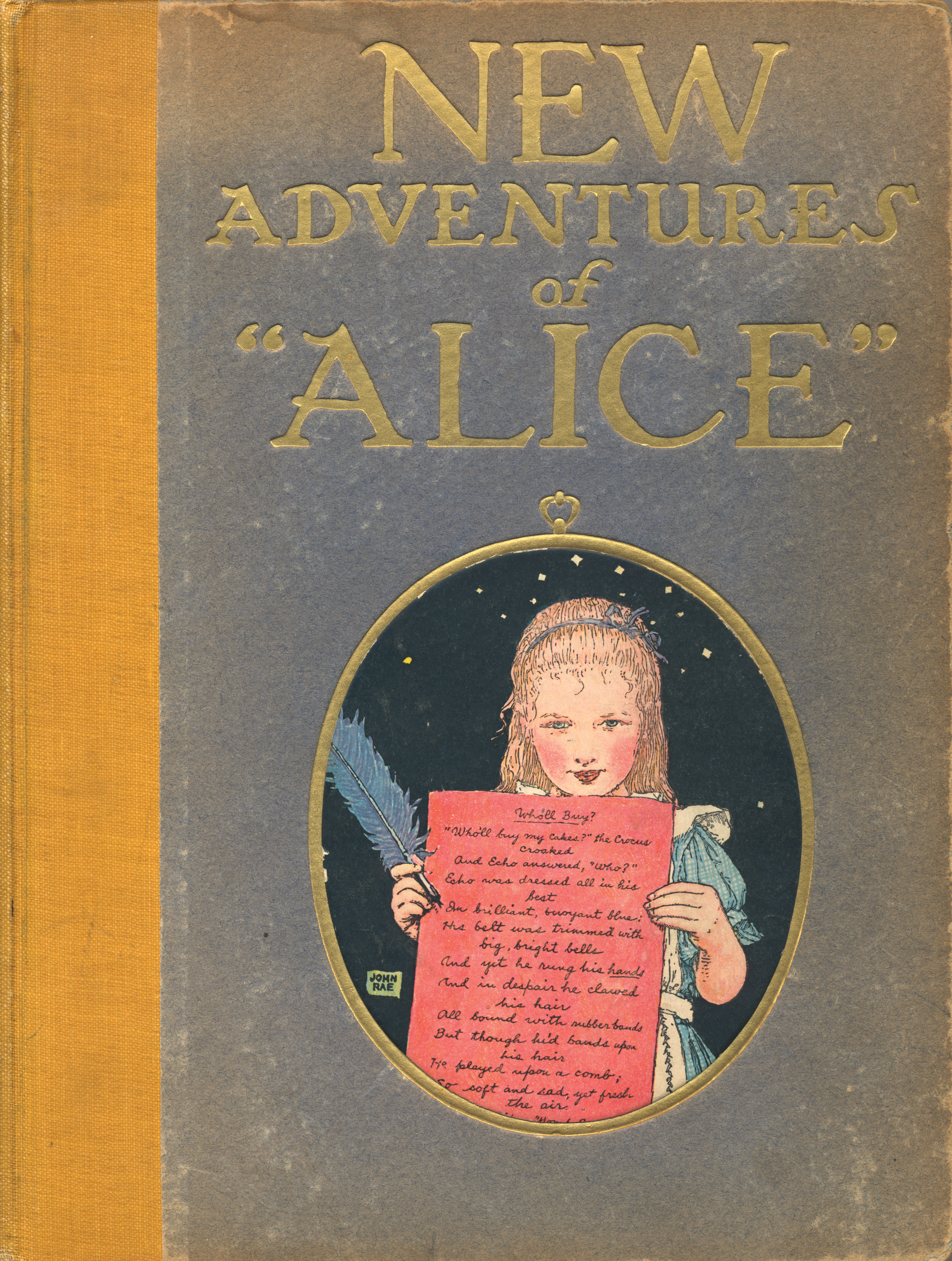

同人小说（英语：Fan fiction），是同人作品的一类，指的是利用原有漫画、动画、小说、影视作品中的人物角色、故事情节或背景设定等元素进行的二次创作。
由於同人小说的整體結構、人物、背景幾乎都是來自已有的作品，可以說是另一種形式的抄襲和侵權。因此雖然大部分作者並不排斥同人作品，但為了避免可能會涉及法律問題，同人小说絕大多數都只在網路上發表，也標明自己是二次創作的同人作品（多數的小說網站都有設定分類的功能），當然也有同人作者印刷刊物，成為同人誌，一般作收藏之用，很少能夠牟利。除文字形式以外，部分受歡迎的同人作品經過粉絲剪輯、配音等後期製作後，新作品會以短片、單元劇、連續劇等形式於網絡上發佈。

## 类型
1. 前传后续类：为既有的作品创作前传后续作品。一般来说，此类同人小说的角色性格与故事背景与原作差别不大。
2. 重生類：作品中的角色在死亡後卻又重新回到原本的生活中。（作者一般想人物彌補在原作中的遺憾。）
3. 穿越时空类：可以是作品中的角色穿越到其他时代，也可以现代中的人穿越到作品中。与此同时，在穿越时空作品中还有一种被称之为灵魂穿越，即现代人的灵魂穿越到角色身上。这是同人作品中争议比较大的创作形式，尤其是穿越到真實的歷史中能否改變歷史的問題，（雖然寫同人小说的通常就是希望能改變原有故事的結局）而且在灵魂穿越的时候往往还伴随性别的转换（有可能，不是一定）。
4. 原创角色类：虚构一个角色参与到原故事的发展，相对而言此类作品的争议较小。但也有部分該類作品出現類似於嫖文（原創角色只是為了和原故事中某個幾個角色談戀愛）的情節，而作為作者的精神寄託，原創角色很有可能獲得一項或者數項讓他/她在原故事中能使用的能力或物品。
5. 移花接木類：抽取不同作品中的角色重新組合成新作品。一般而言，新作品中的故事背景與原作差距不大，但角色性格、人物關係或會調整。（疑似混合同人）
6. 衍生類：人物在相同或者不同的背景下演繹和原作不同的故事，在相同背景下的作品一般人物和世界觀設定會和原作一致，但作者可能會按照個人喜好或者劇情需要而稍作更改；而在和原作不同的背景下稱為架空，因為人物的經歷不同所以大多伴隨著一定程度的偏離原作（圈內稱為ooc，即是out of character的意思），不過如果不明顯或者文筆較好的話都會被允許的。